# Veliki slap
Veliki slap (v překladu velký vodopád) je s výškou 78 m nejvyšším chorvatským vodopádem. Je součástí národního parku Plitvická jezera. Nachází se nedaleko ústí řeky Plitvice do Korany, v blízkosti vesnic Plitvica Selo a Turkaljuše.
Zatímco jiné vodopády u Plitvických jezer byly tvořeny přetékáním vody mezi jednotlivými jezery přes travertinové bariéry, vodopád Veliki slap vznikl zhroucením řeky Plitvice, která pramení 3 km západně na úpatí hory Preka Kosa. Společně se sousedním vodopádem Sastavci umožňují ústí Plitvice do Korany. Nejvíce vody je ve vodopádu na jaře a na podzim. V zimě bývá vodopád téměř celý zamrzlý.

## Reference

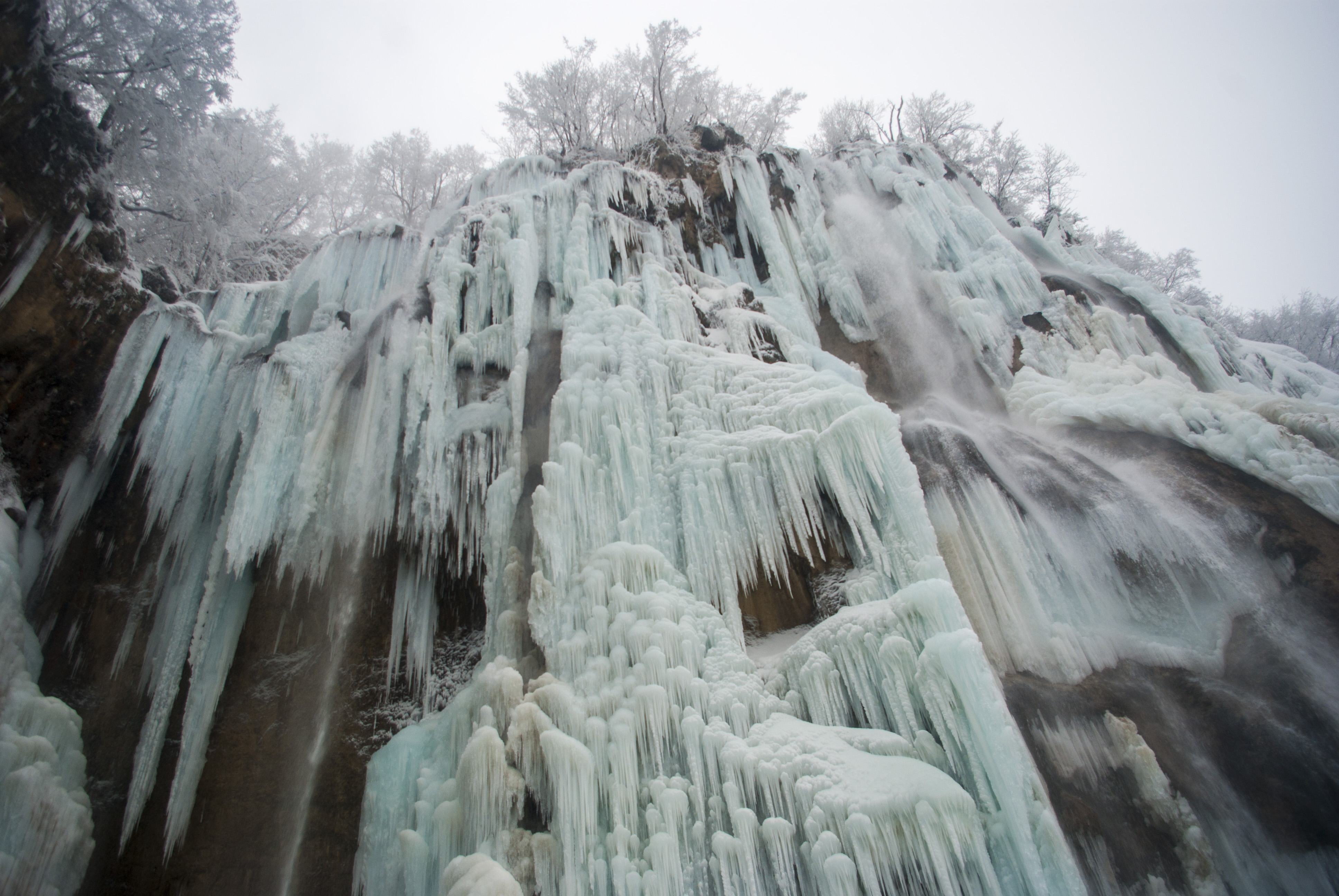
Zamrzlý Veliki slap v zimě